# Tinamus
Tinamus ett fågelsläkte i familjen tinamoer inom ordningen tinamofåglar. Släktet omfattar fem arter som förekommer i Latinamerika från södra Mexiko till Amazonområdet:
- Grå tinamo (T. tao)
- Solitärtinamo (T. solitarius)
- Svart tinamo (T. osgoodi)
- Större tinamo (T. major)
- Vitstrupig tinamo (T. guttatus)